# Mercat Municipal de Castella
El Mercat Municipal de Castella, també conegut simplement com a Mercat de Castella, és un mercat municipal localitzat al barri de Tres Forques del districte de L'Olivereta, a la ciutat de València. L'edifici es troba al carrer José Maestre, 46-22, fitant amb la Biblioteca Central de València.
El mercat fou fundat a la dècada del 1980 i rep el seu nom per l'antiga avinguda de Castella, actualment coneguda com a avinguda del Cid, inaugurada el 1972. Les instal·lacions també alberguen una oficina d'ocupació municipal per als veïns del barri. El mercat compta amb una superfície de més de 5.000 metres quadrats i més de 130 locals, dels quals 91 són parades, a més d'incloure una zona amb bars.

## Transport
- Empresa Municipal de Transports de València (EMT)
- Ferrocarrils de la Generalitat Valenciana (FGV)
  - Línies 3, 5 i 9: Avinguda del Cid (Metrovalència)